# Haute Tension (série télévisée, 1996)
Pour les articles homonymes, voir Haute tension (homonymie).
Haute Tension (High Incident) est une série télévisée américaine en 32 épisodes de 42 minutes créée par Steven Spielberg, Eric Bogosian et Michael Pavone, diffusée entre le 4 mars 1996 et le 8 mai 1997 sur le réseau ABC.
En France, la série a été diffusée à partir du 8 septembre 2003 sur Canal Jimmy et rediffusée sur 13ème rue.

## Synopsis
Dans la banlieue de El Camino en Californie, les officiers de la police doivent chaque jour côtoyer la misère et la pauvreté et intervenir dans des problèmes de violences conjugales, maltraitances d'enfants, trafic de drogue et même de meurtre...

## Distribution
- David Keith (VF : Thierry Buisson) : Cpl.Jim Marsh
- Matt Craven (VF : Yves Beneyton) : Lenny Gayer
- Cole Hauser (VF : Emmanuel Karsen) : Randy Willitz
- Matthew Beck (VF : Arnaud Arbessier) : Terry Hagar
- Louis Mustillo (en) (VF : Patrice Dozier): Russell Topps
- Aunjanue Ellis (VF : Chantal Baroin) : Leslie Joyner (26 épisodes)
- Wendy Davis (VF : Céline Duhamel) : Lynette White (24 épisodes)
- Blair Underwood (VF : Antoine Tomé) : Michael Rhoades (saison 2)
- Lindsay Frost (VF : Élisabeth Fargeot) : sergent Helen Sullivan (saison 2)
- Lisa Vidal : (VF : Cathy Diraison) : Jessica Heldago (saison 2)
- Catherine Kellner : Gayle Van Camp (saison 1 + saison 2, épisode 1)
- Julio Oscar Mechoso : Richie Fernandez (saison 1)
- Dylan Bruno : Andy Lightner (saison 1)
- Timothy Olyphant (VF : Alexandre Gillet) : Brett Farraday (saison 2)
- Titus Welliver (VF : Benoît DuPac) : sergent Crispo (saison 1)
Version française
  - Société de doublage : S.O.F.I.[1]
  - Direction artistique : Philippe Chatriot et Bernard Tiphaine
  - Adaptation des dialogues : Louis Garnier ,Nicolas Mourguye,Jérémy Etchegoyen et Armelle Castille

Source V. F. : Doublage Séries Database  